# Nikandre
Nikandre (altgriechisch Νικάνδρη Nikandrē, latinisiert Nicandra) war in der griechischen Mythologie eine Weberin im Dienst bei Alkinoë, der Tochter des Polybos und Gattin des Amphilochos. 
Nachdem sie ohne Lohn arbeitete, flehte sie um Vergeltung zu Athene, die sie rächte.